# 아지촌
아지촌(阿字村)은 일본 히로시마현 아시나군에 설치되었던 촌이다. 현재의 후추시의 일부에 해당한다.